# Чхюньвань
Чхюньвань або Цюн-Ван (кант. 荃灣區, трансліт. cyun4waan1 keoi1; англ. Tsuen Wan District) — один з 18 округів Гонконгу. Розташований в південно-західній частині Нових Територій.

## Історія
Округ Цюн-Ван був утворений в 1982 році, але в 1985 році на території земель, що відділилися від нього, був утворений новий округ Кхуайчхін.

## Населення
У 2006 році в окрузі проживало 289 тис. осіб.

### Релігія
В окрузі розташовані храм Тін Хау, церкви Кроун Торнс і Ма-Ван.

## Економіка
На острові Лантау розташовані «Гонконг Діснейленд Резорт», що включає в себе парк розваг «Діснейленд»  [Архівовано 14 серпня 2014 у Wayback Machine.], готелі «Діснейленд» і «Дісней Голлівуд», торговий центр і ресторани, а також теплоелектростанцію «Пенні Бей» компанії «CLP Group».
В окрузі розташовані штаб-квартири взуттєвої корпорації «Belle International», оператора нерухомості «Chinachem Group», інтернет-провайдера та оператора кабельного телебачення «i-CABLE Communications», кінокомпанії «Sundream», виробника моделей і іграшок «Dragon Models», Промисловий парк Чай-Ван-Кок, хлібобулочний завод «Garden Company», готель «Панда». На узбережжі збереглося рибальство і виробництво креветочної пасти.

### Торгівля
Найбільші торгові центри округу — «Діскавері Парк», «Сітіволк», «Цюн-Ван Плаза», «Панда Плейс», «Ніна Тавер», «Бельведер Гарден», «Цюн-Ван Сентер», «Цюн Ван Сіті Лендмарк», «Белладжіо Молл», «Конкорд Скуер», «Лук Йеунг Галлеріа», «Скайлайн Плаза», «Нан Фунг», «Чеунг Шан», «Райн Гарден». Також багато магазинів розташований на торговій вулиці Чунг Він Стріт, а у жителів популярний ринок Шам Ценг.

## Транспорт

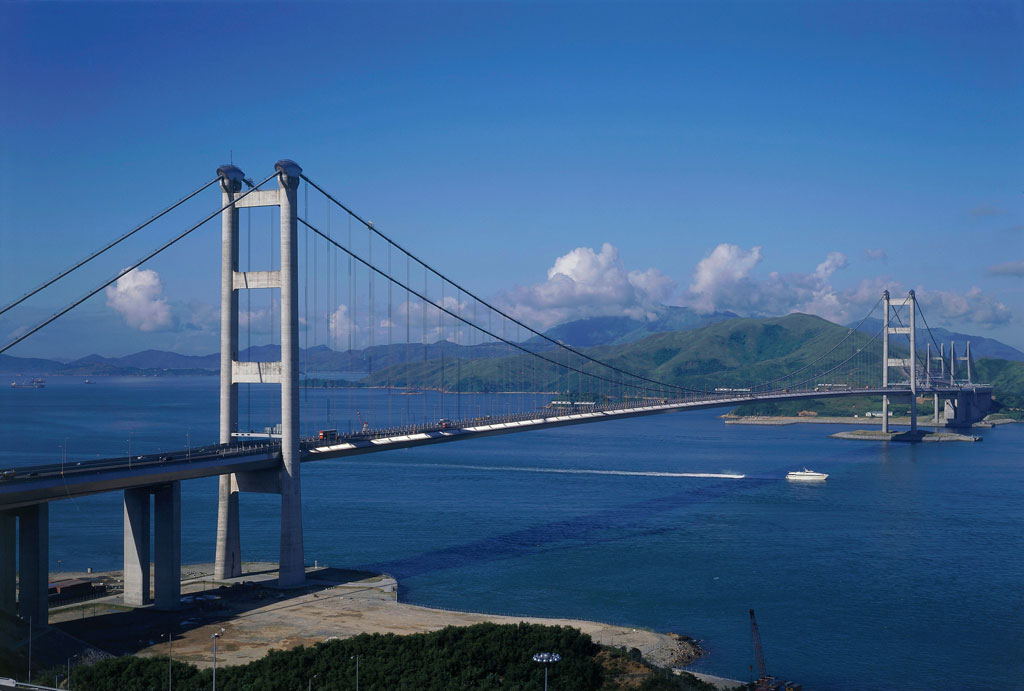
Міст «Цзін Ма»

- Міст «Цзін Ма» з'єднує острови Цзін-І (округ Кхуайчхін) і Ма-Ван
- Віадук «Ма Ван» перетинає однойменний острів і з'єднує мости «Цзін Ма» і «Кап Шуй Мун»
- Міст «Кап Шуй Мун» з'єднує острова Ма-Ван і Лантау
- Мости «Тінг Кау» і «Цзін І Норт» з'єднують округ з островом Цзін-І (округ Кхуайчхін)
- Лінія MTR «Цюн-Ван» пов'язує округ з Коулуном і Гонконгом
- Лінія MTR «Вест Рейл» пов'язує округ з Коулуном і Юньлон
- Лінія MTR «Діснейленд Резорт» пов'язує «Діснейленд» з пересадковою станцією Санні Бей
- Лінії MTR «Ейрпорт Експрес» і «Тунг Чунг» проходять через північну частину Лантау і острів Ма-Ван
- Тунель «Шинг Мун» з'єднує округ з Сатхінь
- В окрузі існує розгалужена мережа автобусних і поромних маршрутів

## Пам'ятки
- Парк розваг «Діснейленд» (Лантау)
- Християнський тематичний парк «Ноїв ковчег» (Ма-Ван)
- Пляж Тунг-Ван на острові Ма-Ван
- Маяк на острові Танг-Лунг-Чау
- Гора Тай-Мо-Шан

### Найбільші будівлі
- 80-поверховий «Ніна Тауер» (320 метрів)
- 56-поверховий «Інді Хоум» (212 метрів)
- Комплекс «Белладжіо» (64-поверхова вежа в 206 м і 60-поверхова вежа 179 м)
- 41-поверховий «Кейбл Ті-Ві Тауер» (197 метрів)
- Комплекс «Віжн Сіті» (дві 52-поверхові башти по 195 метрів, дві 52-поверхові башти по 192 метри, 50-поверхова вежа в 183 метри)
- 54-поверховий «Оушн Пойнт» (184 метри)

### Музеї та галереї
- Музей Сам Тунг Кк

### Парки
- Парк Цюн-Ван
- Парк Ма-Ван

## Освіта
- Коледж Хо Фунг
- Коледж Хо Чюн Іу
- Даоський інститут Йонг Юн

## Охорона здоров'я
- Госпіталь Цюн-Ван Адвентист

## Спорт
- Спортцентр Цюн-Ван-Вест
- Басейн Ву-Чунг